# Ferrovia Desenzano-Desenzano Porto
La ferrovia Desenzano-Desenzano Porto, nota anche come Desenzano-Lago e come ferrovia Maratona, era una breve linea che collegava la stazione di Desenzano, sulla Milano-Venezia, al porto della cittadina gardesana.

## Storia

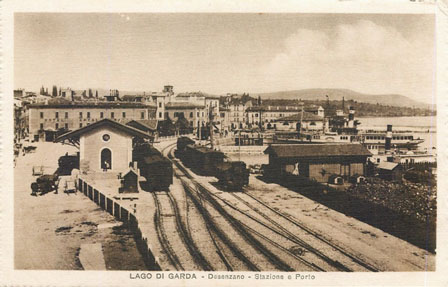
La stazione di Desenzano Porto nel 1920

Fin dal momento dell'inaugurazione della stazione di Desenzano si era presentato il problema di trasferire le merci dal porto allo scalo ferroviario a causa del considerevole dislivello altimetrico fra le due località. Nel corso della seconda metà dell'Ottocento si valutarono diverse alternative in tal senso e si investì nel miglioramento del collegamento stradale. Tuttavia, verso la fine del secolo si concretizzò l'ipotesi di una linea ferroviaria di raccordo.
Con Regio Decreto n. 211 del 23 aprile 1903, nel 1903 fu approvata una convenzione fra il Ministero dei lavori pubblici, quello del Tesoro e la Compagnia di Navigazione del Garda che consentisse a quest'ultima di costruire ed amministrare la ferrovia di collegamento tra la Milano-Venezia e il porto, nell'area interessata altresì dal binario della diramazione da Castiglione delle Stiviere della tranvia Brescia-Mantova-Ostiglia.

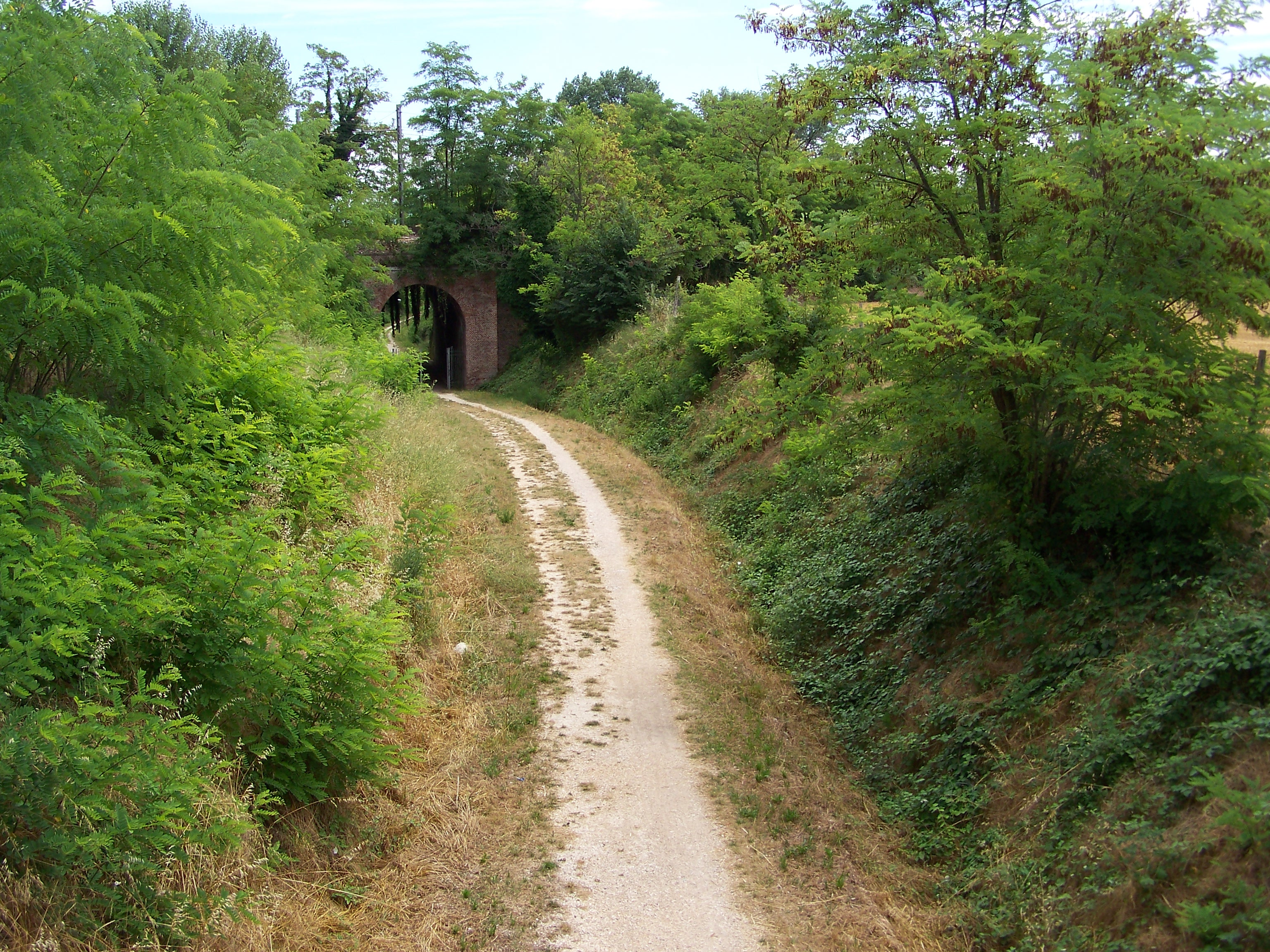
Il sedime della linea nei pressi del sottopasso della Milano-Venezia

Il progetto fu elaborato dall'ingegner Giuliano Corniani. I lavori cominciarono il 5 aprile 1905 e si conclusero nel 1909. Nel gennaio di quell'anno si approvò l'esercizio della linea da parte delle Ferrovie dello Stato che subentrarono alla concessione della compagnia di navigazione. La cerimonia inaugurale si tenne il 22 marzo.
Il traffico passeggeri era servito da quattro coppie di locomotive a vapore coincidenti con i convogli della Milano-Venezia.
Il 16 giugno 1916 le infrastrutture della stazione di Desenzano Porto furono bombardate dagli aerei dell'Impero Austro-ungarico
Nel 1931 iniziarono i lavori per lo spostamento dei binari e della stazione di Desenzano Porto dalla piazza antistante il lago verso l'attuale area del porto Maratona. I lavori, interrotti a causa della Seconda guerra mondiale, furono conclusi nel 1955.
Il traffico merci, notevole nel periodo fra le due guerre, si ridusse a causa dell'apertura delle strade statali 45 bis e 249 che resero sconveniente la navigazione mercantile lacuale.
L'esercizio della ferrovia cessò il 12 aprile 1969; la linea fu ufficialmente soppressa nel 1977 e subito smantellata.

## Caratteristiche
| Continuation backward |

| Station on track |

|  | Unknown route-map component "xABZgl" | Unknown route-map component "STR+r" |

| Unknown route-map component "CONTgq" | Unknown route-map component "xKRZu" | One way rightward |

| Unknown route-map component "exBUE" |

| Unknown route-map component "exKBHFaq" | Unknown route-map component "exABZgr" |  |

|  |  | Unknown route-map component "exSTR" | Unknown route-map component "uexSTR+l" | Unknown route-map component "uexCONTfq" |

|  | Pier | Unknown route-map component "exKBHFe" | Unknown route-map component "uexBHF" |  |

|  |  | Pier | Unused straight waterway |  |

|  |  |  | Unknown route-map component "uexKBHFe" |

La ferrovia era una linea a binario unico a scartamento ordinario.

### Percorso
Nel pur breve percorso essa era dotata di una galleria, di un cavalcavia, di un sottovia e di 6 passaggi a livello; quello sulla statale 11 era dotato di una casa cantoniera.
Opera d'arte peculiare era il sottopasso con cui la linea veniva scavalcata dalla ferrovia Milano-Venezia.
Giunto a Desenzano del Garda, il binario della "Maratona" percorreva l'asse della via Lario, per terminare nell'area prospiciente al lago delimitata da via Anelli.

## Materiale rotabile
Presso la Desenzano-Lago furono in servizio locomotive a vapore dei gruppi 260 e 741.